# Kateryna Kravchenko
Kateryna Kravchenko (ukrainisch Катери́на Кравченко ‚Kateryna Krawtschenko‘; * 1999 in Balta) ist eine ukrainische Jazzmusikerin (Gesang, Komposition, auch Arrangement).

## Leben und Wirken
Kravchenko begann im Alter von vier Jahren mit dem Klavierspiel; mit elf Jahren entdeckte sie den Jazzgesang. Mit vierzehn Jahren verließ sie ihr Elternhaus, um eine intensive musikalische Ausbildung in Odessa zu absolvieren. Zwischen 2014 und 2018 war sie Sängerin im Alexey Petukhov Quartett, nahm an verschiedenen Jazzwettbewerben und Festivals teil und gewann Preise. Seit 2018 studiert sie an der Hochschule für Musik Carl Maria von Weber Dresden bei Esther Kaiser und Stefan Behrisch. Von 2020 bis 2022 gehörte sie zum Bundesjazzorchester.
Mit ihrem in Dresden gegründeten Quartett erhielt Kravchenko 2019 den Kammermusikpreis in der Kategorie Jazz des Ensemblewettbewerbs der Musikhochschule Dresden. 2020 veröffentlichte sie mit dieser Formation die EP Stories. 2022 trat sie mit Lars Danielsson beim Bonner Beethovenfest auf.
Mit ihrem neuen Quintett gewann sie 2022 den Schweizer Wettbewerb New Generation #Jazzlab; sie stellte Short Collection of Tales (mit Timur Valitov und Victor Möhmel) bei Xjazz und bei JazzBaltica vor. Weiterhin arbeitet sie mit dem Vibraphonisten Arthur Clees im Duo und gehört zum Gutenberg Jazz Collective. Mit der Betty Carter Jazz Ahead Band trat sie im Juni 2023 in den USA auf.